# Simon M. Hamlin
Simon Moulton Hamlin, född 10 augusti 1866 i Standish i Maine, död 27 juli 1939 i South Portland i Maine, var en amerikansk politiker (demokrat). Han var ledamot av USA:s representanthus 1935–1937.
Hamlin efterträdde 1935 Carroll L. Beedy som kongressledamot och efterträddes 1937 av James C. Oliver.
Hamlin avled 1939 och gravsattes på Hamlin Cemetery i Standish i Maine.